# モンスターワールドシリーズ
モンスターワールドとは、ウエストンが開発し、セガより発売されたアクションRPGのシリーズである。

## 概要
モンスターワールドシリーズは同社の『ワンダーボーイ』の続編である『ワンダーボーイ モンスターランド』（アーケードゲーム）がセガ・マークIIIに移植された際にゲームタイトルが『スーパーワンダーボーイ モンスターワールド』と改められたのが始まりとなっている。
その後、日本と海外ではアクションシューティングゲーム『モンスター・レアー』と『モンスターワールドII ドラゴンの罠』の発売が前後したため、いずれも『ワンダーボーイIII』を冠する混乱があった（日本ではモンスター・レアーがワンダーボーイIIIであり、モンスターワールドIIはワンダーボーイのシリーズ名を冠していない）。『ワンダーボーイV モンスターワールドIII』は両シリーズのナンバリングタイトルとなったが、シリーズ最終作となる『モンスターワールドIV』は主人公が少女であったため、ワンダーボーイシリーズには含まれていない。
また、ライフゲージが0になると主人公が天使になり、天に召されるという設定、蘇生すると元の肉体に戻るという設定にもなっている。この設定は『モンスターワールドIII』以外初期の『モンスターランド』から最終作の『モンスターワールドIV』まで起用した。

## シリーズ
- ワンダーボーイ モンスターランド

1987年リリースのアーケードゲーム。
- スーパーワンダーボーイ モンスターワールド
 1988年1月31日発売のセガ・マークIII/マスターシステム用ソフト。モンスターランドを家庭用移植に際して改題。

- モンスターワールドII ドラゴンの罠

1989年に北米と欧州で発売されたMaster System用ソフト。日本では未発売だったが、1992年3月27日にゲームギア用ソフトとして発売された。2017年にはDotEmuよりリメイク版『ワンダーボーイ ドラゴンの罠』がNintendo Switch、PlayStation 4など向けに発売された。
- ワンダーボーイV モンスターワールドIII

1991年10月25日発売のメガドライブ用ソフト。欧州では1993年にMaster System用ソフトも発売された。
- モンスターワールドIV

1994年4月1日発売のメガドライブ用ソフト。2021年にはリメイク版『ワンダーボーイ アーシャ・イン・モンスターワールド』がNintendo Switch、PlayStation 4など向けに発売された。
- モンスターボーイ 呪われた王国

2020年8月6日発売のNintendo Switch、PlayStation 4用ソフト。発売はアークシステムワークス。
セガエイジス2500シリーズ（PlayStation 2）として『IV』までの各作品に『ワンダーボーイ』、『ワンダーボーイIII モンスター・レアー』を加え、アーケード版、家庭用ゲーム機版、海外版を網羅した『モンスターワールド コンプリートコレクション』が2007年3月8日に発売された。
Wiiのバーチャルコンソールでは『IV』までの各作品（『ドラゴンの罠』は無いが『アドベンチャーアイランド』は配信されている）が配信されていた。セガエイジスオンラインでは第1作（AC版）、III、IVがPlayStation 3・Xbox 360（モンスターワールドコレクションとしてセット販売）向けに配信販売された。
2023年2月22日発売の『ワンダーボーイ アルティメット コレクション』（Nintendo Swicth版、PlayStation 4、PlayStation 5用ソフト）には『IV』までの各作品と『ワンダーボーイ』『モンスター・レアー』が収録されている。

## 登場人物
ブック
『ワンダーボーイ モンスターランド』、『モンスターワールドII ドラゴンの罠』の主人公。
メカドラゴン
『ワンダーボーイ モンスターランド』の最終ボス。
シオン
『ワンダーボーイV モンスターワールドIII』の主人公。
アーシャ
『モンスターワールドIV』の主人公。

## 移植作品
ワンダーボーイ・モンスターワールドシリーズはセガ販売タイトルであるが、ウエストンが著作権を持っており、セガ以外のソフトベンダーにもライセンス販売がされている。モンスターワールドの商標に関してはセガが所有しているため、他社が発売したものはタイトル及びキャラクターが変更されている。
- ビックリマンワールド（モンスターランドの移植）

1987年10月30日にハドソンが発売したPCエンジン用ソフト（開発はウエストンではない）。
- 西遊記ワールド（モンスターランドの移植）

1988年11月11日にジャレコが発売したファミリーコンピュータ用ソフト（開発はNMK）。
- アドベンチャーアイランド（モンスターワールドIIの移植）

1991年4月19日にハドソンが発売したPCエンジン用ソフト（開発はウエストンではない）。
- 超英雄伝説ダイナスティックヒーロー（モンスターワールドIIIの移植）

1994年5月20日にハドソンが発売したPCエンジン用ソフト（開発はアルファ・システム）。